# Капал (річка)
Капал (каз. Қапал, Qapal) — річка в долині Аксу, в Аксуському районі Алматинської області. Довжина 42 км (разом із притоками 204 км), площа водозбору 398 км. Бере початок із джерел на північному схилі гір Каратау — південно-західного відрогу Джунгарського Алатау, впадає в річку Кизилагаш. Живиться сніговими, підземними водами. Русло стрімке. Середньорічна витрата води 2 м/с. Використовується для зрошення. На річці розташоване село Капал та санаторій «Капаларасан».
Основні притоки: Кунгірт (лв), Шинбулак (лв), Кішкене-Шинбулак (лв), Улькен-Шинбулак (лв).